# پائولا، کالابریا
پائولا، کالابریا (به ایتالیایی: Paola) یک کومونه در ایتالیا است که در استان کزنتزا واقع شده‌است.

## خصوصیات
پائولا ۴۲ کیلومترمربع مساحت و ۱۶٬۹۱۴ نفر جمعیت دارد و ۹۴ متر بالاتر از سطح دریا واقع شده‌است.

## خواهرخوانده
شهرهای سوسا، پیمونت، فرژو، پائولا، پورتو مادرین و ریو دو ژانیرو خواهرخوانده‌های پائولا، کالابریا هستند.